# Kuprówka rudnica

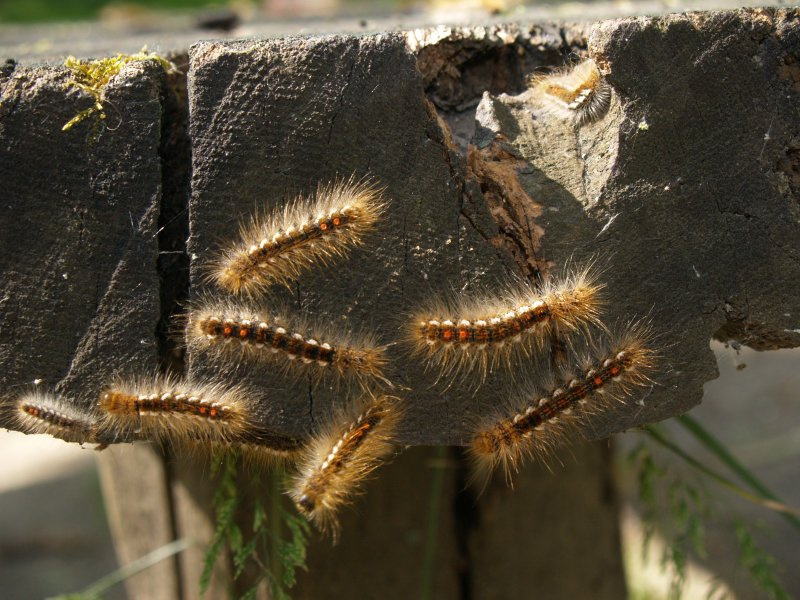
Kuprówka rudnica

Kuprówka rudnica (Euproctis chrysorrhoea syn. Sphrageidus chrysorrhoea) – gatunek motyla z rodziny mrocznicowatych i podrodziny brudnicowatych. Skrzydła o rozpiętości 26–32 mm, białe. Koniec odwłoka brunatny.
Owady dorosłe można spotkać w lipcu i sierpniu. Samice składają jaja na spodniej stronie liścia i przykrywają włoskami wyskubanymi z odwłoka. W jednym złożu składane jest do 300 jaj. Gąsienice kuprówki rudnicy żywią się liśćmi dębu, Arbores fructiferae, wiśni, jabłoni i gruszy. Gąsienice żerujące na liściach budują z nich gniazda spowite przędzą. W takich samych gniazdach gąsienice zimują. Na przedwiośniu gąsienice zaczynają żerowanie na pączkach liści. Na przełomie czerwca i lipca przepoczwarczają się. (Poczwarki najczęściej znajdowane są w spękaniach kory, rzadziej pomiędzy liśćmi). Imago opuszcza poczwarkę po dwóch tygodniach.
Gąsienice kuprówki rudnicy pokryte są włoskami, z którymi kontakt powoduje stany zapalne skóry. Styczność z nimi może powodować obrzęki i podrażnienia . Jest to przystosowanie ochronne zapobiegające przed atakami drapieżników.

## Występowanie
Gatunek występuje w Europie, w zachodniej i środkowej Azji, a także w Ameryce Północnej (gdzie został zawleczony i stał się groźnym szkodnikiem). W Polsce motyl ten jest pospolity, w niektórych rejonach występuje bardzo licznie.

## Ekologia
Gatunek występuje w lasach liściastych i mieszanych, sadach, ogrodach, a także niekiedy wśród zieleni miejskiej.
Rój motyli rozpoczyna się w połowie czerwca i trwa do połowy sierpnia, zachodzi w godzinach wieczornych. Zapłodniona samica składa jaja, w liczbie od 200 do 300, w podłużnych złożach, umiejscowionych na spodzie liści, czasem na pędach. Złożone jaja okrywane są włoskami z odwłoka samicy. Gąsienice wylęgają się pod koniec lipca i w sierpniu rozpoczynają żer na pobliskiej roślinności. W sierpniu następuje też pierwsze linienie, po którym gąsienice formują, na końcach pędów, gniazda ze sprzędzonych liści, w których to gniazdach spędzają zimę. Gniazdo, kształtu maczugowatego lub kulistego, może pomieścić nawet kilkaset gąsienic, których długość wynosi około 5 mm. Wiosną ponownie rozpoczyna się żer. Gąsienice rozchodzą się na przełomie maja i czerwca i żerują od tego momentu indywidualnie. W czerwcu przepoczwarczają się w oprzędach umiejscowionych pomiędzy liśćmi, w szczelinach kory, czasem w glebie pod ściółką. Cykl rozwojowy jest jednoroczny.
Włoski na stronie grzbietowej gąsienic, a także rude szczecinki odwłokowe motyli, mają charakter jadowy. W przypadku podrażnienia włosków wypływa z nich parząca ciecz, która szybko zasycha, tworząc rodzaj aerozolu. Zdarza się, że włoski samoistnie odłamują się i krążą w powietrzu, zachowując toksyczność do trzech lat. Mogą one wywoływać, zarówno u ludzi, jak i u zwierząt, groźne wysypki, reakcje alergiczne, problemy żołądkowe, a również podrażnienia spojówek. Odporni na wydzielinę włosków kuprówki rudnicy są jej drapieżnicy, a więc: kukułki, dropie, sikorki, żaby oraz tęcznik liszkarz.
Kuprówka rudnica jest polifagiem żerującym na wielu gatunkach drzew i krzewów liściastych. Gąsienice żerują głównie na roślinach z rodziny różowatych, w szczególności na głogu, śliwie, gruszy, jabłoni, róży i jeżynie. Dodatkowo spotyka się je często na grabie pospolitym, dębie i wierzbie. Osobniki dorosłe nie pobierają pokarmu.

## Wygląd
Kuprówka rudnica jest atłasowobiałym motylem o śnieżnobiałych skrzydłach, których rozpiętość u samca wynosi 26–32 mm, a u samicy 32–40 mm. U samca na zewnętrznych brzegach skrzydeł mogą występować czarne kropki lub kreski.
Czułki są krótkie, podwójnie grzebykowate, u samca z wydłużonymi bocznymi wyrostkami. Samica na odwłoku posiada rude lub żółtobrązowe szczecinki, które na końcu ostatniego członu grupują się w dość duży pęczek. Tylna część odwłoka jest czarna. Składane jaja są szarobrunatne i kuliste.

Wylęgające się z nich gąsienice są czarne i pokryte szarożółtymi i białymi włoskami. Na ich grzbiecie przebiega żółty pasek, kończący się rudymi włoskami. Od spodu są zielonoszare. Wyrośnięta gąsienica osiąga długość 40 mm. Jej ciało jest czarne i gęsto okryte szarobrązowymi lub rdzawobrunatnymi włoskami. Po bokach ciała występują rzędy białawych, łuskowatych kresek, a na grzbiecie przebiegają dwa czerwone paski. Na brodawkach grzbietowych występują skupienia parzących włosków. Ciemnobrązowa lub ciemnobrunatna poczwarka posiada kępki rudych włosów, a także, na końcu odwłoka, haczyki długości 15 mm.

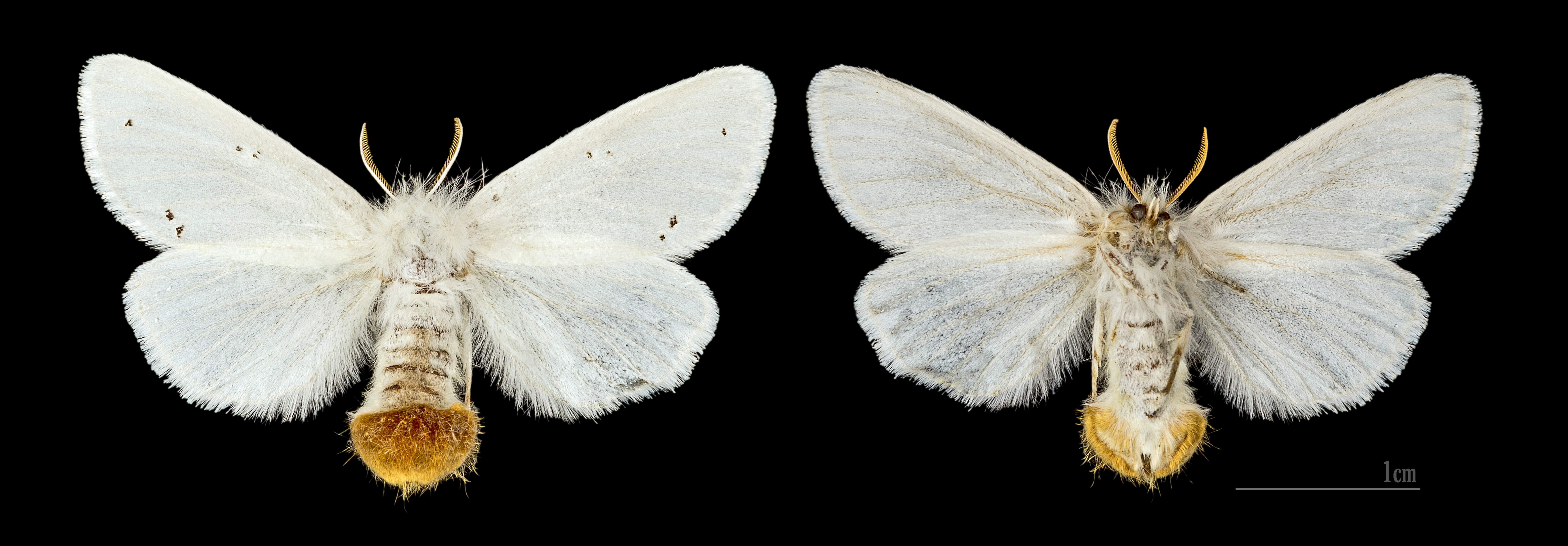
♀
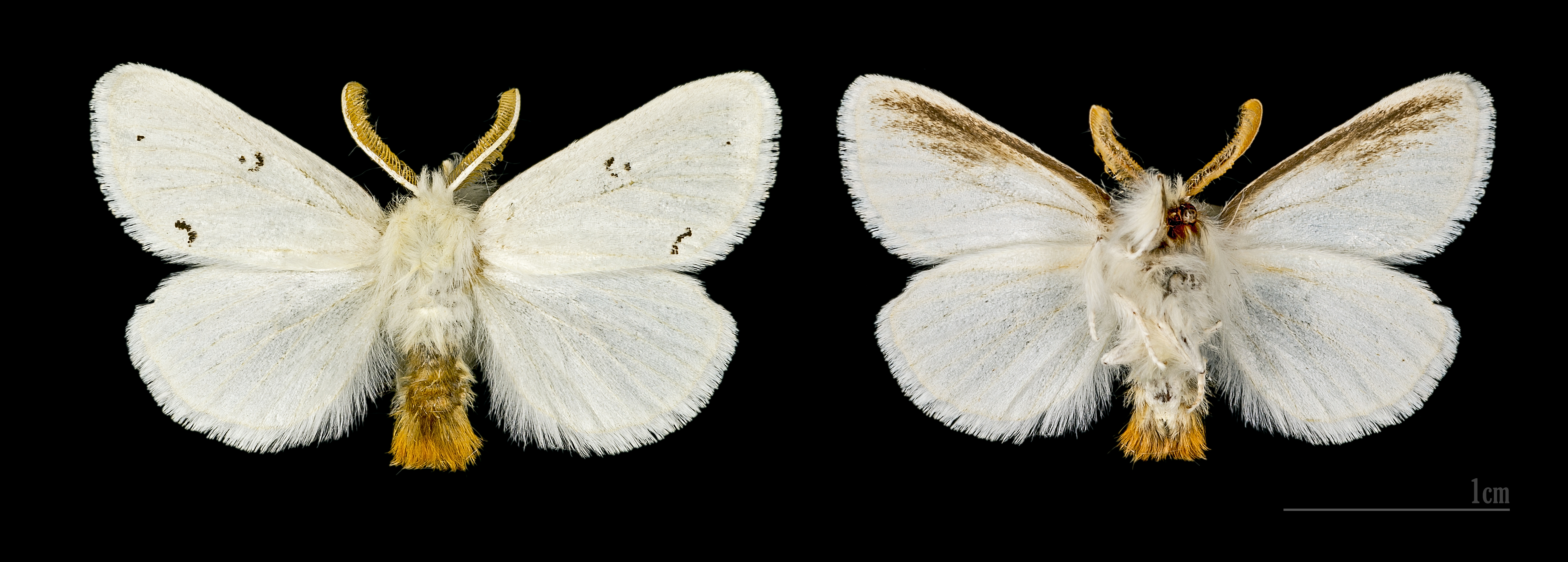
♂